# Boulangerit
Boulangerit je mineral s kemijskom formulom Pb5Sb4S11. Ime je dobio 1837. godine po francuskom rudarskom inženjeru Charles Louis Boulangeru (1810. – 1849.). Boulangerit je kovinski-siv monociklični kristal.